# Літолого-стратиграфічний план
Літо́лого-стратиграфі́чний план — у нафто- та газовидобуванні — побудовані в циклографічній проєкції кругові колонки свердловин, які розміщені згідно з координатами усть останніх та у сукупності відображають основний фактичний матеріал вивчення перебуреної товщі розвіданої території на графіку (плані).